# Danh sách di sản văn hóa Tây Ban Nha được quan tâm ở hạt Maresme (tỉnh Barcelona)
Danh sách di sản văn hóa Tây Ban Nha được quan tâm ở hạt Maresme (tỉnh Barcelona).

## Di tích theo thành phố

### A

#### Alella
| Tên                      | Dạng            | Địa điểm | Tọa độ                                        | Số hồ sơ tham khảo? | Ngày nhận danh hiệu? | Hình ảnh                                      |
| ------------------------ | --------------- | -------- | --------------------------------------------- | ------------------- | -------------------- | --------------------------------------------- |
| Nhà thờ San Félix Alella | Di tích Nhà thờ | Alella   | 41°29′37″B 2°17′39″Đ / 41,493611°B 2,294167°Đ | RI-51-0005171       | 08-11-1988           | Iglesia de San Félix de Alella · Upload image |

#### Arenys de Mar
| Tên                            | Dạng               | Địa điểm      | Tọa độ                                        | Số hồ sơ tham khảo? | Ngày nhận danh hiệu? | Hình ảnh                                        |
| ------------------------------ | ------------------ | ------------- | --------------------------------------------- | ------------------- | -------------------- | ----------------------------------------------- |
| Cementerio Arenys Mar          | Di tích Cementerio | Arenys de Mar | 41°34′39″B 2°32′44″Đ / 41,5775°B 2,545556°Đ   | RI-51-0008763       | 18-04-1995           | Cementerio de Arenys de Mar · Upload image      |
| Nhà thờ Santa María Arenys     | Di tích Nhà thờ    | Arenys de Mar | 41°34′50″B 2°32′59″Đ / 41,580556°B 2,549722°Đ | RI-51-0004216       | 26-02-1976           | Iglesia de Santa María de Arenys · Upload image |
| Tháp Llobet (Tháp Carrer Vall) | Di tích Tháp       | Arenys de Mar | 41°34′44″B 2°32′59″Đ / 41,578871°B 2,549782°Đ | RI-51-0005175       | 08-11-1988           | Torre de Llobet · Upload image                  |
| Tháp Encantados                | Di tích Tháp       | Arenys de Mar | 41°34′17″B 2°31′50″Đ / 41,571417°B 2,530444°Đ | RI-51-0005174       | 08-11-1988           | Torre de los Encantados · Upload image          |

#### Arenys de Munt
| Tên             | Dạng    | Địa điểm       | Tọa độ                                        | Số hồ sơ tham khảo? | Ngày nhận danh hiệu? | Hình ảnh                             |
| --------------- | ------- | -------------- | --------------------------------------------- | ------------------- | -------------------- | ------------------------------------ |
| Ca l'Amat Tháp  | Di tích | Arenys de Munt | 41°36′03″B 2°32′45″Đ / 41,600806°B 2,545917°Đ | RI-51-0005177       | 08-11-1988           | Ca L'amat de la Torre · Upload image |
| Can Mallol Tháp | Di tích | Arenys de Munt | 41°36′23″B 2°32′35″Đ / 41,606361°B 2,543111°Đ | RI-51-0005176       | 08-11-1988           | Upload image                         |

#### Argentona
| Tên                  | Dạng             | Địa điểm  | Tọa độ                                        | Số hồ sơ tham khảo? | Ngày nhận danh hiệu? | Hình ảnh                             |
| -------------------- | ---------------- | --------- | --------------------------------------------- | ------------------- | -------------------- | ------------------------------------ |
| Can Cabanyes         | Di tích          | Argentona | 41°33′54″B 2°24′40″Đ / 41,564944°B 2,411222°Đ | RI-51-0005181       | 08-11-1988           | Upload image                         |
| Nhà Garí             | Di tích Inmueble | Argentona | 41°32′09″B 2°24′47″Đ / 41,535861°B 2,413028°Đ | RI-51-0005401       | 27-07-1993           | Casa Garí · Upload image             |
| Nhà Puig i Cadafalch | Di tích Inmueble | Argentona | 41°33′17″B 2°24′01″Đ / 41,554769°B 2,400228°Đ | RI-51-0005400       | 27-07-1993           | Casa Puig i Gadafalch · Upload image |

### C

#### Cabrera de Mar
| Tên             | Dạng            | Địa điểm       | Tọa độ                                        | Số hồ sơ tham khảo? | Ngày nhận danh hiệu? | Hình ảnh                           |
| --------------- | --------------- | -------------- | --------------------------------------------- | ------------------- | -------------------- | ---------------------------------- |
| Lâu đài Burriac | Di tích Lâu đài | Cabrera de Mar | 41°32′15″B 2°23′14″Đ / 41,537556°B 2,387222°Đ | RI-51-0005215       | 08-11-1988           | Castillo de Burriac · Upload image |

#### Cabrils
| Tên              | Dạng            | Địa điểm | Tọa độ                                        | Số hồ sơ tham khảo? | Ngày nhận danh hiệu? | Hình ảnh                            |
| ---------------- | --------------- | -------- | --------------------------------------------- | ------------------- | -------------------- | ----------------------------------- |
| Lâu đài Can Veil | Di tích Lâu đài | Cabrils  | 41°31′04″B 2°22′52″Đ / 41,517694°B 2,381183°Đ | RI-51-0005217       | 08-11-1988           | Castillo de Can Veil · Upload image |
| Tháp Ca n'Amat   | Di tích Tháp    | Cabrils  | 41°30′59″B 2°23′03″Đ / 41,516375°B 2,384172°Đ | RI-51-0005216       | 08-11-1988           | Torre de Ca n'Amat · Upload image   |

#### Caldes d'Estrac(Caldes d'Estrac)
| Tên           | Dạng         | Địa điểm        | Tọa độ                                        | Số hồ sơ tham khảo? | Ngày nhận danh hiệu? | Hình ảnh                      |
| ------------- | ------------ | --------------- | --------------------------------------------- | ------------------- | -------------------- | ----------------------------- |
| Tháp Busquets | Di tích Tháp | Caldes d'Estrac | 41°34′19″B 2°31′33″Đ / 41,571806°B 2,525833°Đ | RI-51-0005223       | 08-11-1988           | Torre Busquets · Upload image |
| Tháp Verda    | Di tích Tháp | Caldes d'Estrac | 41°34′19″B 2°31′35″Đ / 41,571917°B 2,526472°Đ | RI-51-0005222       | 08-11-1988           | Torre Verda · Upload image    |

#### Canet de Mar
| Tên                      | Dạng            | Địa điểm     | Tọa độ                                        | Số hồ sơ tham khảo? | Ngày nhận danh hiệu? | Hình ảnh                                    |
| ------------------------ | --------------- | ------------ | --------------------------------------------- | ------------------- | -------------------- | ------------------------------------------- |
| Lâu đài Santa Florentina | Di tích Lâu đài | Canet de Mar | 41°36′04″B 2°34′38″Đ / 41,601111°B 2,577111°Đ | RI-51-0005232       | 08-11-1988           | Castillo de Santa Florentina · Upload image |
| Tháp Can María           | Di tích Tháp    | Canet de Mar |                                               | RI-51-0000185       |                      | Upload image                                |
| Tháp Mar                 | Di tích Tháp    | Canet de Mar |                                               | RI-51-0000186       |                      | Upload image                                |

### D

#### Dosrius
| Tên             | Dạng            | Địa điểm | Tọa độ                                        | Số hồ sơ tham khảo? | Ngày nhận danh hiệu? | Hình ảnh                           |
| --------------- | --------------- | -------- | --------------------------------------------- | ------------------- | -------------------- | ---------------------------------- |
| Lâu đài Dosrius | Di tích Lâu đài | Dosrius  | 41°36′01″B 2°24′16″Đ / 41,600278°B 2,404444°Đ | RI-51-0005468       | 08-11-1988           | Castillo de Dosrius · Upload image |

### M

#### Malgrat de Mar
| Tên          | Dạng         | Địa điểm       | Tọa độ                                       | Số hồ sơ tham khảo? | Ngày nhận danh hiệu? | Hình ảnh                          |
| ------------ | ------------ | -------------- | -------------------------------------------- | ------------------- | -------------------- | --------------------------------- |
| Tháp Lâu đài | Di tích Tháp | Malgrat de Mar | 41°38′53″B 2°44′25″Đ / 41,648033°B 2,74035°Đ | RI-51-0005515       | 08-11-1988           | Torre del Castillo · Upload image |

#### Mataró
| Tên                                                                     | Dạng                      | Địa điểm | Tọa độ                                        | Số hồ sơ tham khảo? | Ngày nhận danh hiệu? | Hình ảnh                                         |
| ----------------------------------------------------------------------- | ------------------------- | -------- | --------------------------------------------- | ------------------- | -------------------- | ------------------------------------------------ |
| Vương cung thánh đường Santa María Mataró                               | Di tích Nhà thờ           | Mataró   | 41°32′28″B 2°26′48″Đ / 41,540985°B 2,446753°Đ | RI-51-0010146       | 23-12-1997           | Basílica de Santa María de Mataró · Upload image |
| Nhà Coll i Regàs                                                        | Di tích Inmueble          | Mataró   | 41°32′26″B 2°26′28″Đ / 41,54065°B 2,441206°Đ  | RI-51-0001432       | 02-05-2000           | Casa Coll i Regàs · Upload image                 |
| Cooperativa Obrera Mataronense                                          | Di tích Fábrica           | Mataró   | 41°32′02″B 2°26′33″Đ / 41,533981°B 2,442506°Đ | RI-51-0012185       | 28-10-2008           | Cooperativa Obrera Mataronense · Upload image    |
| Cooperativa Obrera Mataronense (Colonia Cooperativa obrera Mataroniana) | Di tích Fábrica           | Mataró   | 41°32′02″B 2°26′33″Đ / 41,533981°B 2,442506°Đ | RI-51-0003824       | 24-07-1969           | CooperatIva Obrera Mataronense · Upload image    |
| Ciudad romana Iluro                                                     | Khu khảo cổ Di tích La Mã | Mataró   |                                               | RI-55-0000116       | 07-11-1995           | Upload image                                     |
| Prisión Mataró                                                          | Di tích Prisión           | Mataró   | 41°32′30″B 2°26′37″Đ / 41,541678°B 2,443495°Đ | RI-51-0004358       | 23-10-2001           | Prisión de Mataró · Upload image                 |
| Tháp Can Palauet                                                        | Di tích Tháp              | Mataró   | 41°32′20″B 2°25′13″Đ / 41,538972°B 2,420139°Đ | RI-51-0005008       | 20-06-1976           | Torre de Can Palauet · Upload image              |
| Tháp Can Tria Mata                                                      | Di tích Tháp              | Mataró   | 41°33′55″B 2°27′49″Đ / 41,5652°B 2,463633°Đ   | RI-51-0005538       | 08-11-1988           | Upload image                                     |
| Villa romana Can Llauder                                                | Khu khảo cổ Di tích La Mã | Mataró   | 41°31′53″B 2°26′03″Đ / 41,531256°B 2,434028°Đ | RI-55-0000076       | 23-12-1964           | Villa Romana de Torre Llauder · Upload image     |

#### Montgat
| Tên              | Dạng         | Địa điểm | Tọa độ                                        | Số hồ sơ tham khảo? | Ngày nhận danh hiệu? | Hình ảnh                            |
| ---------------- | ------------ | -------- | --------------------------------------------- | ------------------- | -------------------- | ----------------------------------- |
| Tháp Ca l'Alsina | Di tích Tháp | Montgat  | 41°27′58″B 2°16′50″Đ / 41,466205°B 2,280591°Đ | RI-51-0005550       | 08-11-1988           | Torre de Ca l'Alsina · Upload image |

### P

#### Palafolls
| Tên                                         | Dạng            | Địa điểm  | Tọa độ                                        | Số hồ sơ tham khảo? | Ngày nhận danh hiệu? | Hình ảnh                             |
| ------------------------------------------- | --------------- | --------- | --------------------------------------------- | ------------------- | -------------------- | ------------------------------------ |
| Lâu đài Palafolls                           | Di tích Lâu đài | Palafolls | 41°40′43″B 2°44′09″Đ / 41,678556°B 2,73575°Đ  | RI-51-0005579       | 08-11-1988           | Castillo de Palafolls · Upload image |
| Nhà thờ San Genís (Edificación fortificada) | Di tích Nhà thờ | Palafolls | 41°39′37″B 2°43′21″Đ / 41,660278°B 2,7225°Đ   | RI-51-0005581       | 08-11-1988           | Iglesia de San Genís · Upload image  |
| Tháp Valldejuli                             | Di tích Tháp    | Palafolls | 41°39′26″B 2°43′35″Đ / 41,657306°B 2,726417°Đ | RI-51-0005580       | 08-11-1988           | Upload image                         |

#### Pineda de Mar
| Tên                        | Dạng            | Địa điểm      | Tọa độ                                        | Số hồ sơ tham khảo? | Ngày nhận danh hiệu? | Hình ảnh                             |
| -------------------------- | --------------- | ------------- | --------------------------------------------- | ------------------- | -------------------- | ------------------------------------ |
| Lâu đài Montpalau          | Di tích Lâu đài | Pineda de Mar | 41°38′32″B 2°40′13″Đ / 41,642222°B 2,670278°Đ | RI-51-0005591       | 08-11-1988           | Castillo de Montpalau · Upload image |
| Tháp Santiago (Pineda Mar) | Di tích Tháp    | Pineda de Mar | 41°38′09″B 2°40′33″Đ / 41,635722°B 2,675889°Đ | RI-51-0005592       | 08-11-1988           | Torre de Santiago · Upload image     |

#### Premiá de Dalt(Premià de Dalt)
| Tên            | Dạng         | Địa điểm       | Tọa độ                                        | Số hồ sơ tham khảo? | Ngày nhận danh hiệu? | Hình ảnh                       |
| -------------- | ------------ | -------------- | --------------------------------------------- | ------------------- | -------------------- | ------------------------------ |
| Tháp Mas Moles | Di tích Tháp | Premiá de Dalt | 41°30′21″B 2°20′35″Đ / 41,505861°B 2,343006°Đ | RI-51-0005604       | 08-11-1988           | Torre Mas Moles · Upload image |

### S

#### Sant Pol de Mar(Sant Pol de Mar)
| Tên                                 | Dạng            | Địa điểm        | Tọa độ                                        | Số hồ sơ tham khảo? | Ngày nhận danh hiệu? | Hình ảnh                              |
| ----------------------------------- | --------------- | --------------- | --------------------------------------------- | ------------------- | -------------------- | ------------------------------------- |
| Tu viện Sant Pol (Nhà thờ pháo đài) | Di tích Nhà thờ | Sant Pol de Mar | 41°36′08″B 2°37′34″Đ / 41,602109°B 2,626051°Đ | RI-51-0005675       | 08-11-1988           | Monasterio de Sant Pol · Upload image |

#### Santa Susana (Barcelona)(Santa Susanna)
| Tên                  | Dạng         | Địa điểm                 | Tọa độ                                        | Số hồ sơ tham khảo? | Ngày nhận danh hiệu? | Hình ảnh                                   |
| -------------------- | ------------ | ------------------------ | --------------------------------------------- | ------------------- | -------------------- | ------------------------------------------ |
| Tháp Xirau           | Di tích Tháp | Santa Susana (Barcelona) | 41°38′21″B 2°42′56″Đ / 41,639278°B 2,715583°Đ | RI-51-0005516       | 08-11-1988           | Torre del Xirau · Upload image             |
| Tháp Can Torrent Mar | Di tích Tháp | Santa Susana (Barcelona) | 41°37′48″B 2°42′57″Đ / 41,63°B 2,715833°Đ     | RI-51-0005517       | 08-11-1988           | Torre de Can Torrent de Mar · Upload image |

### T

#### Tiana
| Tên                                | Dạng          | Địa điểm | Tọa độ                                        | Số hồ sơ tham khảo? | Ngày nhận danh hiệu? | Hình ảnh     |
| ---------------------------------- | ------------- | -------- | --------------------------------------------- | ------------------- | -------------------- | ------------ |
| Masía Can Sentromá (Nhà Sent-Roma) | Di tích Masía | Tiana    | 41°28′56″B 2°15′26″Đ / 41,482167°B 2,257194°Đ | RI-51-0004176       | 09-07-1975           | Upload image |

#### Tordera
| Tên                | Dạng         | Địa điểm | Tọa độ                                        | Số hồ sơ tham khảo? | Ngày nhận danh hiệu? | Hình ảnh                           |
| ------------------ | ------------ | -------- | --------------------------------------------- | ------------------- | -------------------- | ---------------------------------- |
| Tháp Can Toni Joan | Di tích Tháp | Tordera  | 41°41′00″B 2°45′37″Đ / 41,683222°B 2,760278°Đ | RI-51-0005743       | 08-11-1988           | Torre Can Toni Joan · Upload image |

### V

#### Vilasar de Dalt(Vilassar de Dalt)
| Tên              | Dạng            | Địa điểm        | Tọa độ                                        | Số hồ sơ tham khảo? | Ngày nhận danh hiệu? | Hình ảnh                           |
| ---------------- | --------------- | --------------- | --------------------------------------------- | ------------------- | -------------------- | ---------------------------------- |
| Lâu đài Vilassar | Di tích Lâu đài | Vilasar de Dalt | 41°31′04″B 2°21′22″Đ / 41,517689°B 2,356203°Đ | RI-51-0000447       | 03-06-1931           | Castillo de Vilasar · Upload image |
| Tháp Can Maians  | Di tích Tháp    | Vilasar de Dalt | 41°30′46″B 2°21′46″Đ / 41,512667°B 2,362833°Đ | RI-51-0005777       | 08-11-1988           | Upload image                       |

#### Vilasar de Mar(Vilassar de Mar)
| Tên            | Dạng         | Địa điểm       | Tọa độ                                        | Số hồ sơ tham khảo? | Ngày nhận danh hiệu? | Hình ảnh                          |
| -------------- | ------------ | -------------- | --------------------------------------------- | ------------------- | -------------------- | --------------------------------- |
| Tháp Can Nadal | Di tích Tháp | Vilasar de Mar | 41°30′12″B 2°23′40″Đ / 41,503347°B 2,394497°Đ | RI-51-0005778       | 08-11-1988           | Torre de Can Nadal · Upload image |